# Stockholm Open 2022 - Qualificazioni singolare
Le qualificazioni del singolare del Stockholm Open 2022 sono un torneo di tennis preliminare per accedere alla fase finale della manifestazione. I vincitori dell'ultimo turno entrano di diritto nel tabellone principale. In caso di ritiro di uno o più giocatori aventi diritto, subentrano i lucky loser, ossia i giocatori sconfitti nell'ultimo turno che hanno una classifica più alta rispetto agli altri partecipanti che avevano perso nel turno finale.

## Teste di serie
1. Pavel Kotov (ultimo turno)
2. Jason Kubler (qualificato)
3. Pablo Andújar (primo turno)
4. Fernando Verdasco (ritirato)

1. Vít Kopřiva (primo turno)
2. Aleksandr Ševčenko (qualificato)
3. Damir Džumhur (ultimo turno)
4. Antoine Bellier (qualificato)

## Qualificati
1. Aleksandr Ševčenko
2. Jason Kubler

1. Antoine Bellier
2. Lukáš Rosol

## Tabellone

### Sezione 1
|  | Primo turno | Primo turno          | Primo turno          | Primo turno | Primo turno |  |  | Ultimo turno | Ultimo turno       | Ultimo turno | Ultimo turno | Ultimo turno |  |
|  |             |                      |                      |             |             |  |  |              |                    |              |              |              |  |
|  | 1           | Pavel Kotov          | Pavel Kotov          | 7           | 6           |  |  |              |                    |              |              |              |  |
|  |             | Peter Gojowczyk      | Peter Gojowczyk      | 5           | 3           |  |  | 1            | Pavel Kotov        | 6            | 3            | 2            |  |
|  |             | Filip Cristian Jianu | Filip Cristian Jianu | 3           | 3           |  |  | 6            | Aleksandr Ševčenko | 4            | 6            | 6            |  |
|  | 6           | Aleksandr Ševčenko   | Aleksandr Ševčenko   | 6           | 6           |  |  |              |                    |              |              |              |  |

### Sezione 2
|  | Primo turno | Primo turno     | Primo turno     | Primo turno | Primo turno |  |  | Ultimo turno | Ultimo turno  | Ultimo turno  | Ultimo turno | Ultimo turno |  |
|  |             |                 |                 |             |             |  |  |              |               |               |              |              |  |
|  | 2           | Jason Kubler    | Jason Kubler    | 6           | 6           |  |  |              |               |               |              |              |  |
|  | WC          | Jonathan Mridha | Jonathan Mridha | 2           | 3           |  |  | 2            | Jason Kubler  | Jason Kubler  | 6            | 7            |  |
|  |             | Otto Virtanen   | Otto Virtanen   | 4           | 1           |  |  | 7            | Damir Džumhur | Damir Džumhur | 3            | 64           |  |
|  | 7           | Damir Džumhur   | Damir Džumhur   | 6           | 6           |  |  |              |               |               |              |              |  |

### Sezione 3
|  | Primo turno | Primo turno      | Primo turno      | Primo turno | Primo turno |  |  | Ultimo turno | Ultimo turno    | Ultimo turno    | Ultimo turno | Ultimo turno |  |
|  |             |                  |                  |             |             |  |  |              |                 |                 |              |              |  |
|  | 3           | Pablo Andújar    | Pablo Andújar    | 3           | 2           |  |  |              |                 |                 |              |              |  |
|  | WC          | Karl Friberg     | Karl Friberg     | 6           | 6           |  |  | WC           | Karl Friberg    | Karl Friberg    | 3            | 64           |  |
|  |             | Michail Kukuškin | Michail Kukuškin | 1           | 65          |  |  | 7            | Antoine Bellier | Antoine Bellier | 6            | 7            |  |
|  | 7           | Antoine Bellier  | Antoine Bellier  | 6           | 7           |  |  |              |                 |                 |              |              |  |

### Sezione 4
|  | Primo turno | Primo turno          | Primo turno          | Primo turno | Primo turno |  |  | Ultimo turno | Ultimo turno         | Ultimo turno         | Ultimo turno | Ultimo turno |  |
|  |             |                      |                      |             |             |  |  |              |                      |                      |              |              |  |
|  | Alt         | Cristian Rodríguez   | Cristian Rodríguez   | 4           | 3           |  |  |              |                      |                      |              |              |  |
|  |             | Lukáš Rosol          | Lukáš Rosol          | 6           | 6           |  |  |              | Lukáš Rosol          | Lukáš Rosol          | 6            | 7            |  |
|  |             | Nicholas David Ionel | Nicholas David Ionel | 7           | 7           |  |  |              | Nicholas David Ionel | Nicholas David Ionel | 3            | 62           |  |
|  | 5           | Vít Kopřiva          | Vít Kopřiva          | 64          | 5           |  |  |              |                      |                      |              |              |  |